# Chelepteryx chalepteryx
Chelepteryx chalepteryx is een vlinder uit de familie van de Anthelidae. De wetenschappelijke naam van de soort is voor het eerst geldig gepubliceerd in 1874 door Felder.